# Aurangabad Airport
Aurangabad Airport (engelska: Chikkalthana Airport, hindi: औरंगाबाद विमानतळ) är en flygplats i Indien.   Den ligger i distriktet Aurangabad och delstaten Maharashtra, i den centrala delen av landet, 1 000 km söder om huvudstaden New Delhi. Aurangabad Airport ligger 582 meter över havet.
Terrängen runt Aurangabad Airport är platt norrut, men söderut är den kuperad. Runt Aurangabad Airport är det tätbefolkat, med 947 invånare per kvadratkilometer. Närmaste större samhälle är Aurangabad, 6,1 km väster om Aurangabad Airport. Trakten runt Aurangabad Airport består till största delen av jordbruksmark.